# Episodi di Clarence (prima stagione)
La prima stagione della serie animata Clarence, composta da 51 episodi, è stata trasmessa negli Stati Uniti, da Cartoon Network, dal 14 aprile 2014 al 27 ottobre 2015.
In Italia è stata trasmessa dal 22 settembre 2014 al 4 maggio 2016 su Cartoon Network.
| nº | Titolo originale             | Titolo italiano               | Prima TV USA     | Prima TV Italia   |
| -- | ---------------------------- | ----------------------------- | ---------------- | ----------------- |
| 1  | Fun Dungeon Face Off         | I gusti sono gusti            | 14 aprile 2014   | 24 settembre 2014 |
| 2  | Pretty Great Day with a Girl | Nuove amicizie                | 14 aprile 2014   | 22 settembre 2014 |
| 3  | Money Broom Wizard           | Il dollaro dello stregone     | 21 aprile 2014   | 23 settembre 2014 |
| 4  | Lost in the Supermarket      | Caccia ai buoni sconto        | 21 aprile 2014   | 29 settembre 2014 |
| 5  | Clarence's Millions          | Un sogno di carta straccia    | 28 aprile 2014   | 30 settembre 2014 |
| 6  | Clarence Gets a Girlfriend   | Una fidanzata per Clarence    | 5 maggio 2014    | 26 settembre 2014 |
| 7  | Jeff's New Toy               | Un giocattolo nuovo per Jeff  | 12 maggio 2014   | 3 ottobre 2014    |
| 8  | Dinner Party                 | Cena tra amici                | 12 giugno 2014   | 25 settembre 2014 |
| 9  | Honk                         | A tutto clacson               | 19 giugno 2014   | 6 ottobre 2014    |
| 10 | Dollar Hunt                  | Caccia al dollaro             | 26 giugno 2014   | 2 ottobre 2014    |
| 11 | Zoo                          | Il mistero dello zoo          | 3 luglio 2014    | 7 ottobre 2014    |
| 12 | Rise 'n' Shine               | È ora di alzarsi!             | 10 luglio 2014   | 8 ottobre 2014    |
| 13 | Man of the House             | Una casa da proteggere        | 17 luglio 2014   | 14 aprile 2015    |
| 14 | Puddle Eyes                  | Occhio alla pozzanghera       | 24 luglio 2014   | 15 aprile 2015    |
| 15 | Dream Boat                   | La barca dei sogni            | 31 luglio 2014   | 17 aprile 2015    |
| 16 | Slumber Party                | Pigiama party                 | 7 agosto 2014    | 1º ottobre 2014   |
| 17 | Nature Clarence              | Clarence Natura               | 14 agosto 2014   | 16 aprile 2015    |
| 18 | Average Jeff                 | Il test di livello            | 2 ottobre 2014   | 19 aprile 2015    |
| 19 | Lizard Day Afternoon         | Videogioco contro rettile     | 9 ottobre 2014   | 18 aprile 2015    |
| 20 | The Forgotten                | Viaggio verso casa            | 16 ottobre 2014  | 13 aprile 2015    |
| 21 | Neighborhood Grill           | Grasse risate                 | 23 ottobre 2014  | 11 aprile 2015    |
| 22 | Belson's Sleepoveer          | Pigiama party da Belson       | 30 ottobre 2014  | 12 aprile 2015    |
| 23 | Too Gross for Comfort        | Troppo schifoso da sopportare | 6 novembre 2014  | 20 aprile 2015    |
| 24 | Pilot Expansion              | Il primo incontro             | 13 novembre 2014 | 21 aprile 2015    |
| 25 | Patients                     | Dal dottore                   | 20 novembre 2014 | 23 aprile 2015    |
| 26 | Rough Riders Elementary      | Scuola Rodeo Ruspante         | 1º dicembre 2014 | 22 aprile 2015    |
| 27 | Nothing Ventured             | L'invasione degli scarafaggi  | 2 dicembre 2014  | 10 novembre 2015  |
| 28 | Bedside Manners              | Ben ti sta, Belson!           | 3 dicembre 2014  | 10 novembre 2015  |
| 29 | Jeff Wins                    | Scuola di cucina              | 4 dicembre 2014  | 17 novembre 2015  |
| 30 | Suspended                    | Scuola di vita                | 6 aprile 2015    | 24 novembre 2015  |
| 31 | Turtle Hats                  | Cappelli a tartaruga          | 7 aprile 2015    | 1º dicembre 2015  |
| 32 | Goose Chase                  | Caccia all'oca                | 8 aprile 2015    | 8 dicembre 2015   |
| 33 | Goldfish Follies             | Un pesce fuor d'acqua         | 9 aprile 2015    | 24 novembre 2015  |
| 34 | Chimney                      | Il fedele Chimney             | 10 aprile 2015   | 8 dicembre 2015   |
| 35 | Straight Illin               | Uova alla diavola             | 16 aprile 2015   | 1º dicembre 2015  |
| 36 | Dust Buddies                 | Grandi pulizie                | 23 aprile 2015   | 24 novembre 2015  |
| 37 | Hurricane Dilliss            | Visita inaspettata            | 30 aprile 2015   | 15 dicembre 2015  |
| 38 | Hoofin' It                   | La maialina Burrosetta        | 7 maggio 2015    | 19 aprile 2016    |
| 39 | Detention                    | Il potere della ciambella     | 14 maggio 2015   | 20 aprile 2016    |
| 40 | Hairence                     | Un taglio alla Clarence       | 21 maggio 2015   | 18 aprile 2016    |
| 41 | Lil Buddy                    | Senza ricreazione             | 20 luglio 2015   | 15 dicembre 2015  |
| 42 | Chalmers Santiago            | Chalmers Santiago             | 21 luglio 2015   | 25 aprile 2016    |
| 43 | Tuckered Boys                | Notte bianca                  | 22 luglio 2015   | 26 aprile 2016    |
| 44 | Water Park                   | Il parco acquatico            | 23 luglio 2015   | 22 aprile 2016    |
| 45 | Where the Wild Chads Are     | Campeggio estremo             | 24 luglio 2015   | 2 maggio 2016     |
| 46 | Breehn Ho!                   | Il pirata Breehn              | 6 agosto 2015    | 21 aprile 2016    |
| 47 | The Big Petey Pizza Problem  | Doppio compleanno             | 13 agosto 2015   | 27 aprile 2016    |
| 48 | The Break Up                 | Nemici per sempre             | 20 agosto 2015   | 28 aprile 2016    |
| 49 | In Dreams                    | Fuga dal sogno                | 27 agosto 2015   | 3 maggio 2016     |
| 50 | Balance                      | Il nuovo arrivato             | 3 settembre 2015 | 29 aprile 2016    |
| 51 | Spooky Boo                   | La casa stregata              | 27 ottobre 2015  | 4 maggio 2016     |

## I gusti sono gusti
- Titolo originale: Fun Dungeon Face Off
- Trama: Jeff deve superare le sue fobie germinali quando Clarence e Sumo rubano le sue patatine fritte.

## Nuove amicizie
- Titolo originale: Pretty Great Day with a Girl
- Trama: Clarence si lega con una ragazza in fondo alla strada per la caccia a un mostro di dimensioni rock chiamato "erratico".

## Il dollaro dello stregone
- Titolo originale: Money Broom Wizard
- Trama: Clarence, Jeff e Sumo cercano di divertirsi in sala giochi con solo un dollaro da spendere.

## Caccia ai buoni sconto
- Titolo originale: Lost in the Supermarket
- Trama: Durante un viaggio al supermercato, Clarence, in compagnia di Sumo, trova avventura e intrighi nei corridoi.

## Un sogno di carta straccia
- Titolo originale: Clarence's Millions
- Trama: Clarence crea la propria forma di moneta, provocando il ribaltamento della scuola.

## Una fidanzata per Clarence
- Titolo originale: Clarence Gets a Girlfriend
- Trama: Clarence si trasforma in un gentiluomo prima del suo "appuntamento" con una ragazza della sua classe artistica, Ashley, con la gelosia di Jeff e lo sgomento di Sumo.

## Un giocattolo nuovo per Jeff
- Titolo originale: Jeff's New Toy
- Trama: A casa di Jeff, Clarence e Sumo si scontrano per mantenere il nuovo giocattolo di Jeff nella sua scatola.

## Cena tra amici
- Titolo originale: Dinner Party
- Trama: Quando Clarence partecipa ad una cena a casa di Breehn con Mary e Chad, cerca di divertirsi dove può.

## A tutto clacson
- Titolo originale: Honk
- Trama: Clarence suona con un corno a scuola e tutti lo amano, ma presto diventa fastidioso.

## Caccia al dollaro
- Titolo originale: Dollar Hunt
- Trama: Clarence cerca di fare nuove amicizie attraverso il suo gioco di "caccia al dollaro", ma nel processo, seppellisce inconsapevolmente i 20 dollari che sua madre gli ha dato per la spesa.

## Il misterio dello zoo
- Titolo originale: Zoo
- Trama: Quando Clarence e Belson sono accoppiati durante una gita allo zoo, hanno un'avventura mentre cercano i delfini.

## È ora di alzarsi!
- Titolo originale: Rise 'n' Shine
- Trama: Clarence sperimenta la mattina presto con ogni sorta di attività e incontra un leone di montagna nel cortile di casa.

## Una casa da proteggere
- Titolo originale: Man of the House
- Trama: Clarence e i suoi amici passano la notte da soli per la prima volta dopo che Mary e Chad escono, ma il loro divertimento va rapidamente fuori controllo.

## Occhio alla pozzanghera
- Titolo originale: Puddle Eyes
- Trama: Clarence crede di essere diventato cieco quando si sporca di fango negli occhi, poco prima dell'ape visione della scuola, ma non se Jeff può salvare la giornata.

## La barca dei sogni
- Titolo originale: Dream Boat
- Trama: Ispirato dal signor Reese, Sumo si dedica alla costruzione di una barca.

## Pigiama party
- Titolo originale: Slumber Party
- Trama: Clarence viene accidentalmente invitato al pigiama party di Kimby, mentre Jeff e Sumo si fanno una guerra di scherzi tra loro.

## Clarence natura
- Titolo originale: Nature Clarence
- Trama: Clarence, Jeff, Sumo e Percy vanno in escursione alla ricerca di una leggendaria sorgente termale con Josh, ma si allontana dalla rotta, spingendo Clarence a prendere il comando.

## Il test di livello
- Titolo originale: Average Jeff
- Trama: Jeff è scioccato nel scoprire di essere inserito in una classe con studenti al di sotto della media dopo aver fatto un test di QI, causandogli una crisi di identità.

## Videogioco contro rettile
- Titolo originale: Lizard Day Afternoon
- Trama: Clarence e Sumo inseguono una lucertola e ottengono ricompense inaspettate mentre Jeff cerca di fare un giro giocando con il nuovo sistema di gioco di Belson.

## Viaggio verso casa
- Titolo originale: The Forgotten
- Trama: Clarence e il suo compagno di classe Brady sono gli unici ragazzi che non hanno avuto un passaggio da scuola, quindi devono trovare la loro strada di casa.

## Grasse risate
- Titolo originale: Neighborhood Grill
- Trama: Clarence è scioccato nel vedere la signora Baker da Chuckleton, un ristorante di famiglia locale, e non riesce a resistere all'impulso di interromperla al suo appuntamento.

## Pigiama party da Belson
- Titolo originale: Belson's Sleepover
- Trama: Belson getta un pigiama party e promette un raro sistema di videogiochi per la persona che può fare tutta la notte senza essere scherzato.

## Troppo schifoso da sopportare
- Titolo originale: Too Gross for Comfort
- Trama: Quando Clarence porta Chelsea alla casa sull'albero dei ragazzi, tutti (anche Jeff) competono per vedere chi può raccontare la storia più grossolana per scacciarla.

## Il primo incontro
- Titolo originale: Pilot Expansion
- Trama: In un lontano futuro, Clarence, Jeff e Sumo sono vecchi uomini che cercano di ricordare il giorno in cui si sono incontrati per la prima volta.

## Dal dottore
- Titolo originale: Patients
- Trama: Per combattere la noia della sala d'attesa di uno studio medico, Clarence inventa un gioco in cui il premio è una caramella dalla reception.

## Scuola Rodeo Ruspante
- Titolo originale: Rough Riders Elementary
- Trama: Clarence si oppone con rabbia a Josh, lo sponsor di Rodeo Ruspante, perché si scopre che la sponsorizzazione sta rilevando la scuola.

## L'invasione degli scarafaggi
- Titolo originale: Nothing Ventured
- Trama: Ciad e il signor Sumouski vogliono guadagnare soldi, così Clarence e Sumo hanno messo cavallette nelle case della gente, credendo che la gente li pagherà per un servizio di sterminio dei parassiti, ma si rendono conto che sono scarafaggi.

## Ben ti sta, Belson!
- Titolo originale: Bedside Manners
- Trama: Clarence cerca di rallegrare Belson all'ospedale dopo che un tentativo di scherzo va storto e viene messo in un cast corporeo.

## Scuola di cucina
- Titolo originale: Jeff Wins
- Trama: Clarence aiuta Jeff a prepararsi per una gara di cucina perché, a causa di fallimenti passati, Jeff non riesce a tenere la testa.

## Scuola di vita
- Titolo originale: Suspended
- Trama: Dopo aver fatto uno scherzo alla signora Baker, Sumo e Clarence vengono sospesi per una settimana e cominciano a sfruttare la loro ritrovata libertà.

## Cappelli a tartaruga
- Titolo originale: Turtle Hats
- Trama: La signora Baker assegna accidentalmente la classe per fare un compito sui "cappelli di tartaruga", ma tutti, anche Clarence, Jeff e Sumo, hanno difficoltà a capire il significato dei cappelli di tartaruga.

## Caccia all'oca
- Titolo originale: Goose Chase
- Trama: Al parco, Clarence si immagina come il re degli uccelli, fino a quando un'oca inizia a infastidirlo.

## Un pesce fuor d'acqua
- Titolo originale: Goldfish Follies
- Trama: In un episodio animato nello stile dei cartoni animati di Fleischer Studios, Clarence lotta per ottenere il suo nuovo pesce rosso, Fishby, in acqua dopo aver accidentalmente rotto la borsa.

## Il fedele Chimney
- Titolo originale: Chimney
- Trama: Clarence, Jeff e Sumo fanno amicizia con un cane selvatico che chiamano Chimney, mentre giocano nei boschi, che poi viene in loro soccorso quando vengono intrappolati in un pozzo.

## Uova alla diavola
- Titolo originale: Straight Illin
- Trama: In una serie crescente di sfide, Belson sfida Clarence a mangiare 500 uova alla diavola, ma si ammala nel processo. Jeff e Sumo tentano di portare Clarence in infermeria prima che infetti tutti gli altri, ma alla fine il "virus delle uova" infetta l'intera scuola dopo che Clarence starnutisce dentro il condotto dell'aria, costringendo il preside a chiudere il posto per una settimana, cosa che dà felicità agli alunni malati.

## Grandi pulizie
- Titolo originale: Dust Buddies
- Trama: Come punizione, la mamma di Belson fa pulire la casa a Belson mentre la loro domestica, Lupe, va a pulire la casa di Clarence.

## Visita inaspettata
- Titolo originale: Hurricane Dilliss
- Trama: La nonna di Clarence, Dilliss, passa per una visita improvvisa e inizia a immischiarsi nella vita familiare.

## La maialina Burrosetta
- Titolo originale: Hoofin' It
- Trama: Clarence non è cosi' eccitato per la caccia ai maiali come tutti gli altri.

## Il potere della ciambella
- Titolo originale: Detention
- Trama: Quando la detenzione comincia a diventare il posto dove stare quando il signor Reese si addormenta se gli viene data una ciambella, Clarence lo trasforma in un club "troppo freddo per la scuola".

## Un taglio alla Clarence
- Titolo originale: Hairence
- Trama: Clarence ottiene il suo primo lavoro estivo: inizia a lavorare al barbiere di sua madre, ma quando arriva un cliente maleducato e inizia a comandare il personale, Clarence le dà un taglio di capelli indimenticabile.

## Senza ricreazione
- Titolo originale: Li'l Buddy
- Trama: La vita sociale di Clarence è fuori controllo quando si trova nei guai per aver giocato con la sua bambola "amico".
- Curiosità: Questa canzone suonata quando Clarence diventa un bullo è una parodia della canzone Che strane cose cantata da Riccardo Cocciante, quello del primo film di Toy Story.

## Chalmers Santiago
- Titolo originale: Chalmers Santiago
- Trama: Clarence deve consegnare la posta al suo misterioso vicino, Chalmers Santiago.

## Notte bianca
- Titolo originale: Tuckered Boys
- Trama: Clarence, Jeff e Sumo vogliono restare alzati tutta la notte per vedere una pioggia di meteoriti, ma la loro mancanza di sonno li raggiunge e cominciano ad avere allucinazioni.

## Il parco acquatico
- Titolo originale: Water Park
- Trama: Clarence, Jeff e Sumo vanno al "Squirty - la Montagna degli schizzi". Clarence scopre la verità sul suo idolo Squirty, mentre Jeff e Sumo aspettano in fila per il Churd Churner.

## Campeggio estremo
- Titolo originale: Where the Wild Chads Are
- Trama: Ciad prende Clarence in campeggio; tuttavia, il viaggio va male quando un infelice Clarence scarica tutto il contenuto nello zaino del Ciad nel fiume sperando di vedere il suo lato selvaggio.

## Il pirata Breehn
- Titolo originale: Breehn Ho!
- Trama: Jeff invita Breehn a giocare a un gioco da tavolo a tema pirata per la notte. La tensione si genera quando Jeff e Breehn si scontrano con l'essere capitano.

## Doppio compleanno
- Titolo originale: The Big Petey Pizza Problem
- Trama: Jeff festeggia il suo decimo compleanno alla locale pista da bowling, ma le cose vanno male quando si rende conto che la festa di Gilben sta accadendo allo stesso tempo.

## Nemici per sempre
- Titolo originale: The Break Up
- Trama: Dopo una discussione, Jeff e Sumo giurano di non parlare mai più tra loro, e Clarence cerca di rimetterli insieme, anche se questo significa quasi ucciderli.

## Fuga dal sogno
- Titolo originale: In Dreams
- Trama: A Clarence viene detto di chiudere la porta del garage, ma si addormenta e si perde nel mondo dei sogni.

## Il nuovo arrivato
- Titolo originale: Balance
- Trama: Quando uno strano ragazzo di nome Balance si presenta in classe un giorno e inizia a intimidire tutti, Clarence e Belson ha deciso di esporre la verità su di lui.

## La casa stregata
- Titolo originale: Spooky Boo
- Trama: Dopo che Clarence conduce Chelsea e Mavis attraverso la sua casa infestata fatta in casa, Chelsea suggerisce loro di andare a casa infestata del liceo locale per alcuni veri e propri timori.